# Malacothamnus orbiculatus
Malacothamnus orbiculatus är en malvaväxtart som först beskrevs av Edward Lee Greene, och fick sitt nu gällande namn av Edward Lee Greene. Malacothamnus orbiculatus ingår i släktet Malacothamnus och familjen malvaväxter. Inga underarter finns listade i Catalogue of Life.